# Chó Aidi
Chó Aidi (từ Tamazight ⴰⵢⴷⵉ, aydi, nghĩa là "chó") là một giống chó Bắc Phi được sử dụng như chó bảo vệ gia súc, bảo vệ các đàn cừu và dê. Nó cũng có khả năng săn bắn và khả năng ngửi tốt. Tại vùng bản địa Maroc của nó, nó thường được đi cặp trong săn bắn với chó Sloughi, vốn chuyên đuổi theo con mồi mà chó Aidi đã định hướng được bằng cách đánh hơi.

## Lịch sử

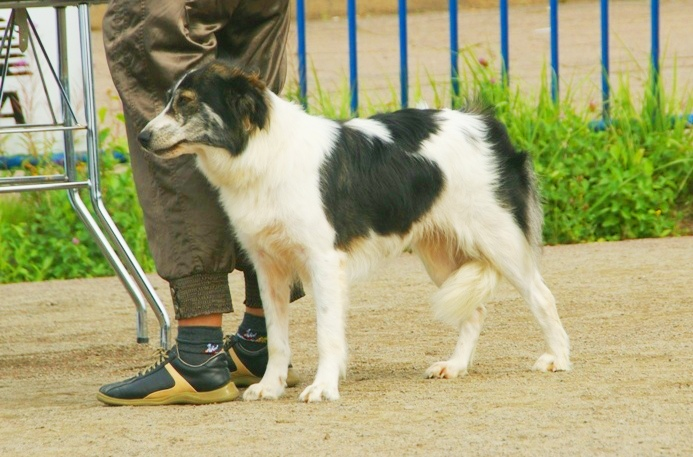
Một con chó Aidi cái trong một chương trình trình diễn chó.

Chó Aidi (còn gọi là chó Berber ở Morocco) được xác nhận là đến từ Bắc Phi (Maroc). Loài chó này chưa bao giờ làm việc như một con chó chăn cừu mặc dù Tiêu chuẩn năm 1963 được xuất bản đã ghi nhầm tên của loài chó này là chó chăn cừu Atlas, điều này đã được sửa chữa vào năm 1969. Vốn có tính can đảm, chó Aidi sống và làm việc tại dãy núi Atlas của Morocco bảo vệ chủ sở hữu và tài sản chống lại các loài thú hoang, những kẻ săn mồi khác và những người xa lạ. Giống chó này cũng được gọi là chó Berber, sau khi các bộ lạc Berber sử dụng nó và mang một số điểm tương đồng với loài chó Pariah được cho là có cùng tổ tiên với chó Aidi. Là một loài chó chuyên bảo vệ gia súc của các bộ tộc du mục sa mạc, những con chó Aidi cảnh giác và hung dữ nhất sẽ được đặt xung quanh rìa của trại vào ban đêm. Tuy nhiên, những người Marốc gần đây đã thành lập một câu lạc bộ để bảo vệ sự thuần khiết của giống chó này, vốn đã đóng góp rất nhiều trong nhiều vai trò như chó bảo vệ, chó săn, chó cảnh sát, và chó cảnh. Mặc dù chó Aidi đã được sử dụng chủ yếu như một con chó làm việc, nó đã trở nên phổ biến hơn với tư cách chó cảnh tại nước này. Giống chó này sẽ trở thành một loài chó cảnh tốt ở các đô thị nếu nó được giao nhiệm vụ và tập thể dục đủ mức để khiến nó hài lòng và hạnh phúc.
Trong công việc bảo vệ gia súc, chúng chia sẻ nhiều đặc điểm của nhiều giống chó núi.

## Ngoại hình

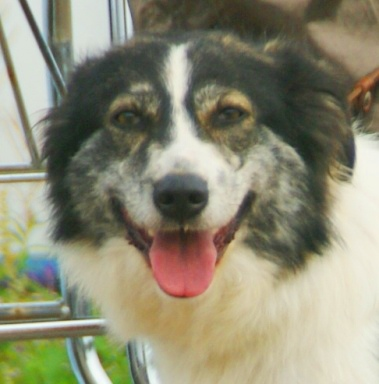
Đầu của một con chó Aidi.

Có chiều cao 52–62 cm (20–24 in) và cân nặng khoảng 55 pounds (25 kg), với cơ thể rắn chắc, cơ bắp của Aidi được bảo vệ bởi một bộ lông dày, có khả năng chống chịu thời tiết với một cái đuôi rậm. Bộ lông của loài chó này nặng và mềm. Đầu của chúng giống với loài gấu và tỷ lệ với phần còn lại của cơ thể. Loài này có mõm côn với mũi có màu đen hoặc nâu, thường trùng với màu lông. Hàm của chúng mạnh mẽ với môi đen hoặc nâu luôn nghiến chặt. Đôi tai kích cỡ vừa được nghiêng về phía trước và hơi sụp xuống. Đôi mắt có kích cỡ trung bình, với màu tối và viền đen. Màu lông gồm các màu trắng, đen, đen lẫn trắng, đỏ nhạt, và vàng-nâu.